# Chiesa di Sant'Elena (Nova Ponente)
La chiesa di Sant'Elena è un chiesa cattolica nel comune di Nova Ponente, in Alto Adige. È sussidiaria della parrocchia dei Santi Udalrico e Volfango e fa parte del decanato di Egna-Nova Ponente della diocesi di Bolzano-Bressanone. Fondata nel XII secolo, conserva un ciclo di affreschi di epoca gotica tra i più importanti della scuola bolzanina.

## Storia

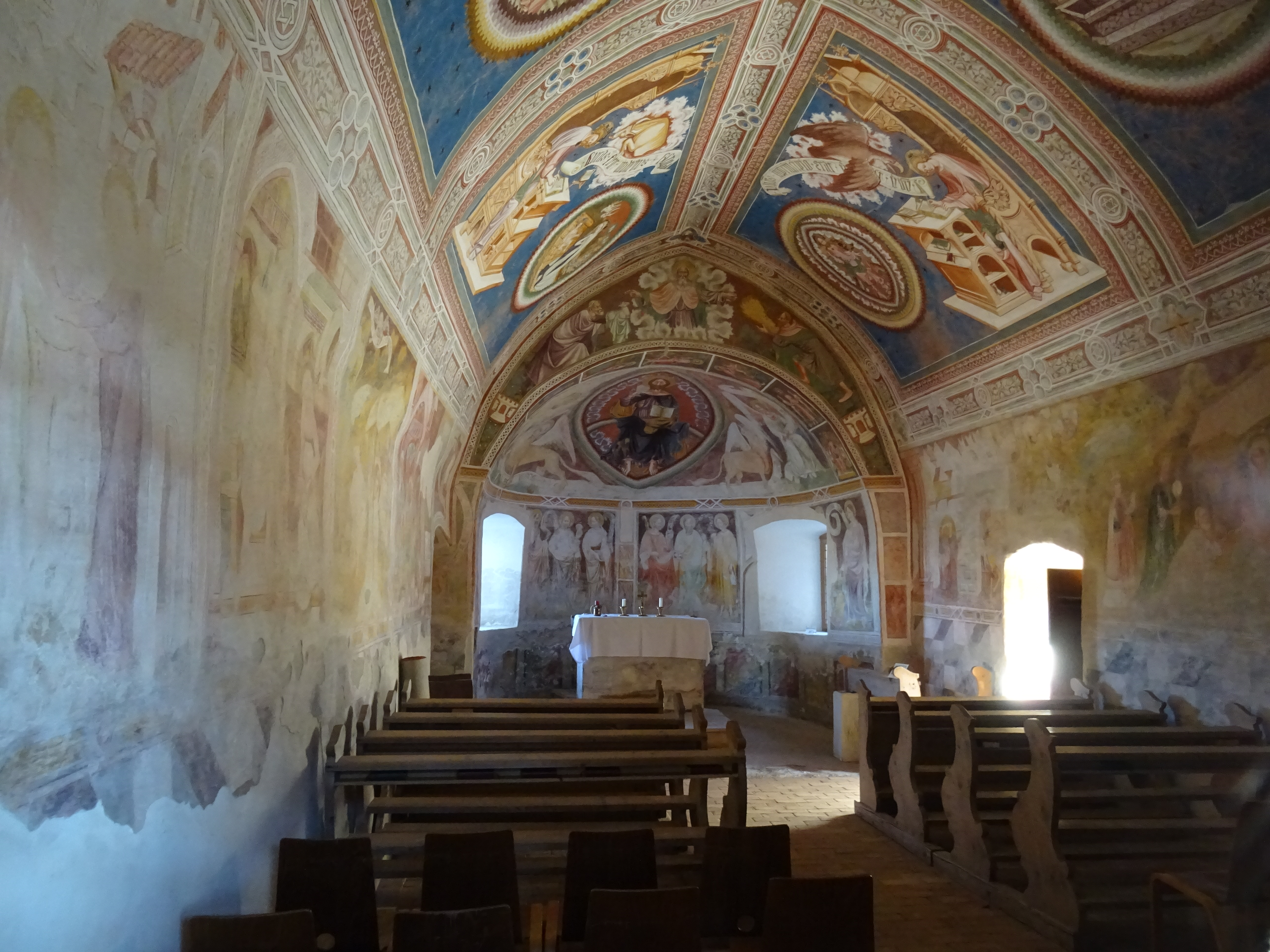
Interno

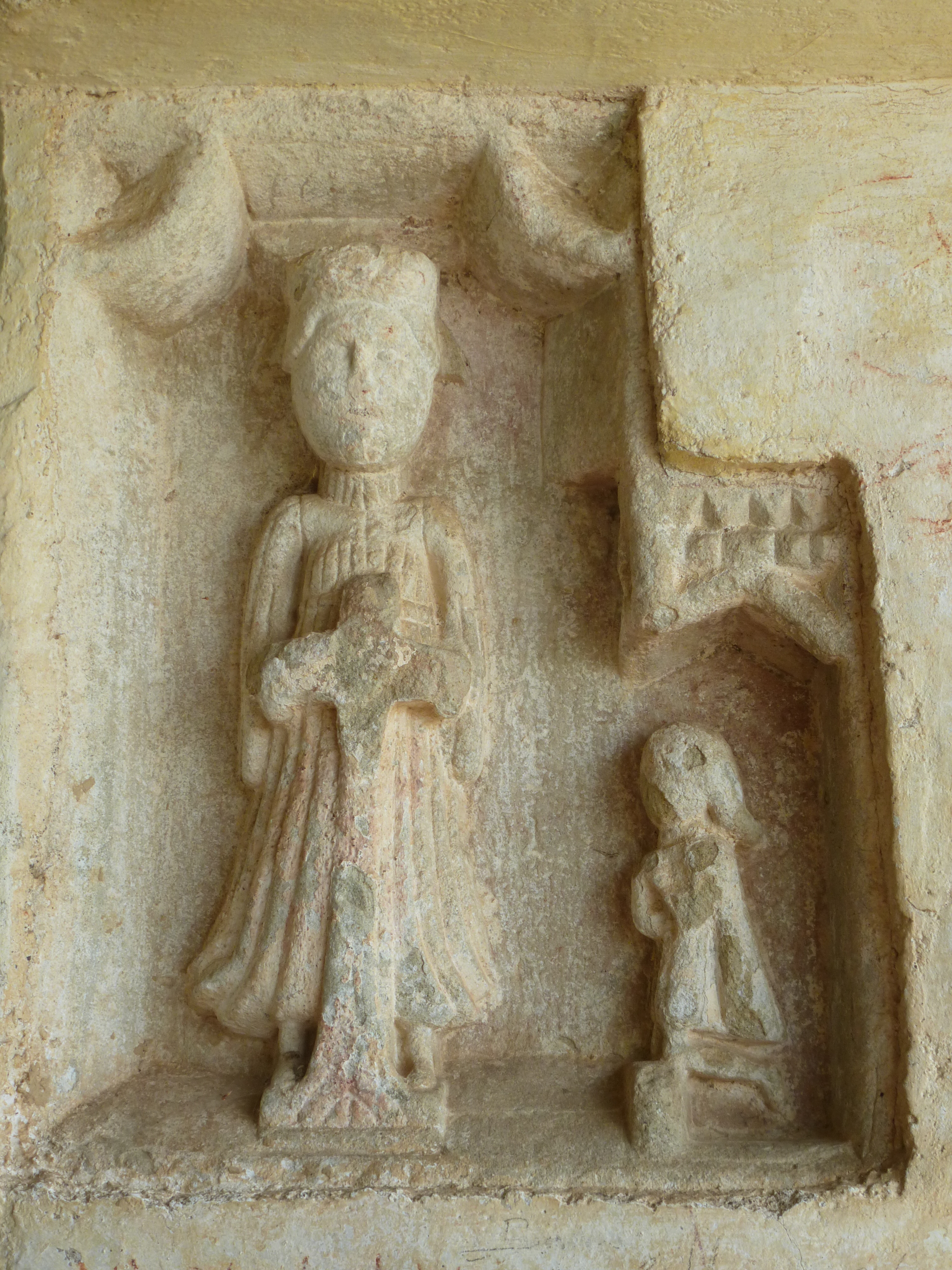
Bassorilievo trecentesco raffigurante sant'Elena in facciata

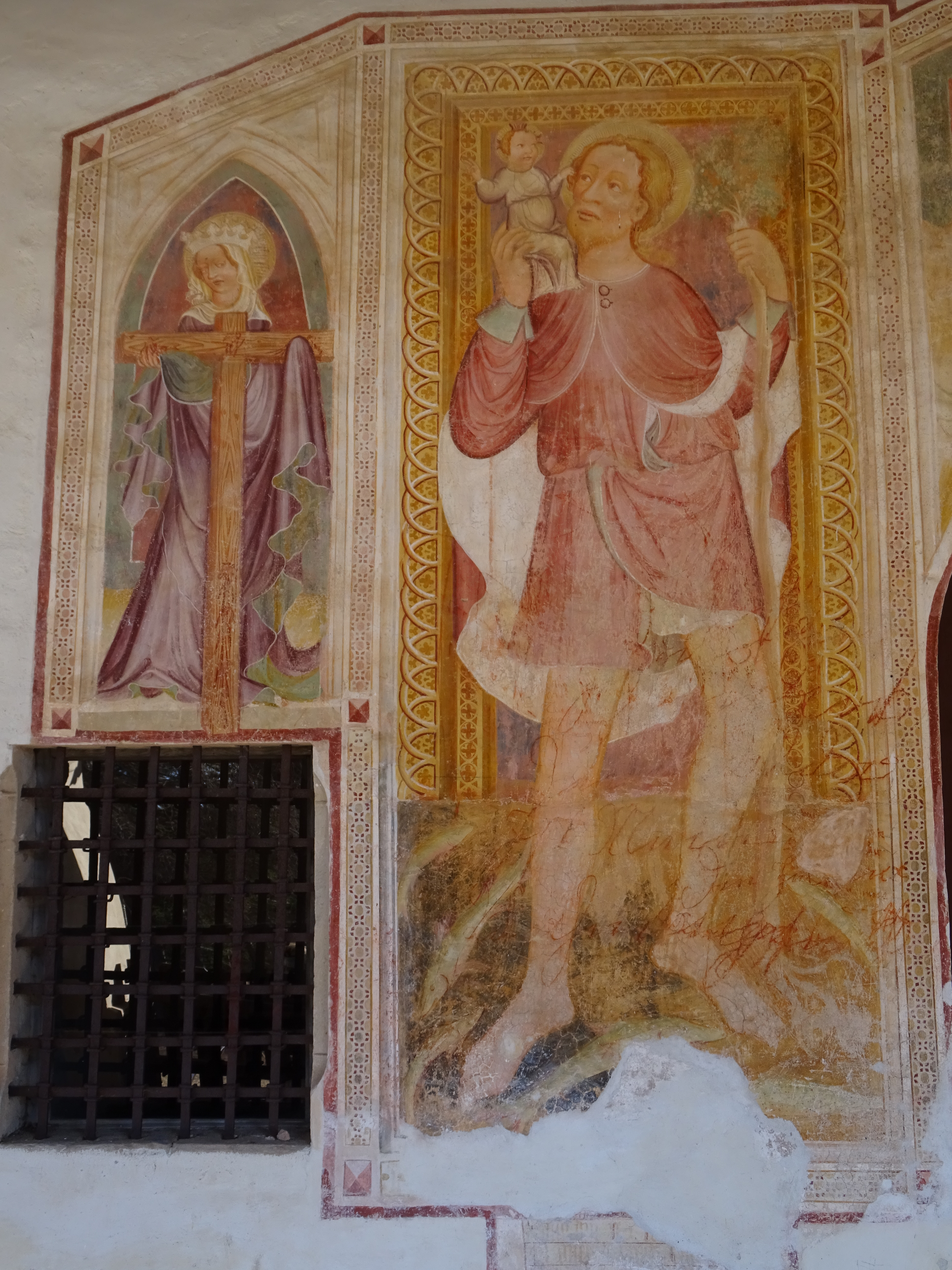
Sant'Elena e san Cristoforo affrescati in facciata

Il sito dove sorge la chiesa era frequentato già in epoca preistorica e alla base della collina sono stati trovati resti di insediamenti dell'epoca. L'edificio in sé è documentato a partire dal 1318, ma la sua fondazione è collocabile probabilmente già nel XII secolo; dal 1166 apparteneva all'abbazia agostiniana di Santa Maria in Augia, poi caduta in rovina nel corso del XV secolo.
A inizio Quattrocento la chiesa venne riccamente affrescata: con tutta probabilità l'opera decorativa fu commissionata dalla famiglia nobile dei Niederthor, che era nel frattempo entrata in possesso dell'edificio, ed è avvicinabile per stile agli affreschi della chiesa di Santa Caterina ad Aica di Fiè e a quelli della parrocchiale dell'Assunta di Terlano (questi ultimi pure voluti dai Niederthor); il tempio venne quindi venne riconsacrato nel 1410 da parte di fra' Alberto, francescano, vescovo ausiliare di Trento (questa è anche la prima attestazione dell'intitolazione a sant'Elena, che dev'essere comunque antica). Quattrocentesco è anche il campanile, che nel secolo successivo venne dotato delle attuali monofore, mentre le precedenti bifore poste più in basso vennero murate. Nel corso dell'Ottocento venne aggiunto il protiro, nel 1885 venne rinvenuto lo stemma dei Niederthor sull'arco santo, e nel 1938 vi fu un restauro degli affreschi.
Secondo una leggenda la chiesa sorgerebbe sopra una scala fatta d'argento; l'origine di questa storia sarebbe da ricollegare all'attività mineraria che in passato aveva interessato l'area. In effetti lo stesso patrocinio di sant'Elena è legato alla natura montana e mineraria del luogo, dato che la santa è connessa agli scavi per la ricerca della Vera Croce sul monte Golgota.

## Descrizione
La chiesa, raggiungibile con una camminata di mezz'ora dal centro abitato di Nova Ponente, sorge accanto al Maso Kreuz; si trova in posizione dominante sull'altopiano del Monte Regolo (Reggelberg), affacciata su un panorama che abbraccia il Latemar, il Catinaccio, lo Sciliar, il Corno Nero e il Corno Bianco.
È un edificio di impianto romanico, con il tetto a due falde che sporge considerevolmente andando a coprire un ampio protiro sorretto da pilastri. La facciata è aperta dal portale principale a tutto sesto, decentrato verso destra, e da una finestrella rettangolare al suo fianco; sul lato destro si trova inoltre un piccolo bassorilievo trecentesco in arenaria, raffigurante sant'Elena con la croce e un fedele in preghiera. Un accesso secondario è presente sul fianco destro, e altre due finestre illuminano l'abside.
Sul lato sinistro della chiesa si erge il campanile, una torre a base quadrata con cella campanaria aperta da monofore ogivali e copertura piramidale a scandole; in esso si conserva la campana più antica di tutto il Trentino-Alto Adige.
L'interno consiste di un'unica navata con volta a botte, che termina con un'abside semicircolare; sul lato destro, al termine della navata, vi è la porta per il campanile. A parte per i banchi e la mensa d'altare in pietra, la chiesa è priva di arredi: in essa si trovava tra l'altro un altare della prima metà del Seicento, con pala raffigurante la santa titolare opera dell'appianese Johann Georg Platzer del 1723, ora trasferito al museo civico di Nova Ponente.

### Affreschi

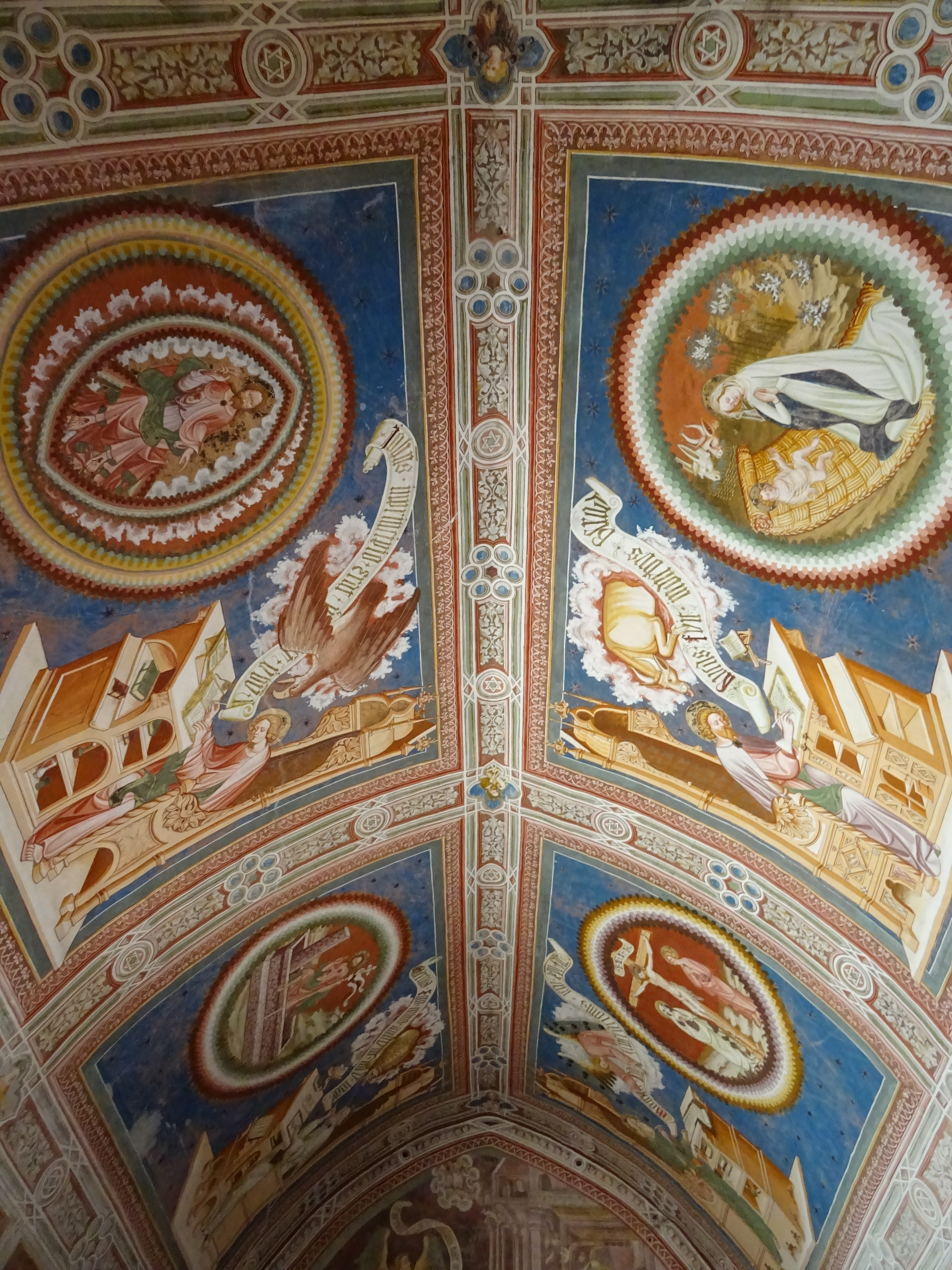
Affreschi della volta della navata

La chiesa è decorata da preziosi affreschi gotici di inizio Quattrocento, dipinti da mani diverse; gli autori sono ignoti ma uno, quello che ha decorato la facciata, è avvicinabile alla scuola di Hans Stockinger. Gran parte delle immagini sono all'interno, ma alcune adornano anche le pareti esterne: in facciata troneggia una Crocifissione in ambiente rupestre, e sotto ad essa un grande san Cristoforo che guada un fiume ricco di pesci, e sant'Elena che regge la croce ancora sporca di sangue, vestita con un abito viola che richiama la sua penitenza (fu concubina di Costanzo Cloro prima di divenire Augusta dell'impero romano). Sulla parete meridionale dell'edificio si trovano due riquadri che illustrano la virgo inter vigines: la Madonna con Bambino accompagnata dalle tre sante vergini Caterina (con la ruota dentata), Barbara (con la pisside) e Margherita (con il drago, oggi scomparso).
Tra gli affreschi interni, i meglio conservati sono quelli della volta della navata: lo spazio, fissato su un fondale blu profondo a richiamare il firmamento, è diviso in quattro riquadri, ciascuno contenente uno degli Evangelisti, con i relativi simboli del tetramorfo che sorreggono cartigli coi nomi. Gli evangelisti sono seduti a uno scrittoio ricco di dettagli, e sono colti nell'atto di compilare i Vangeli, da ciascuno dei quali è tratta una scena chiave della storia di Cristo raffigurata a fianco: la Nascita per Luca, la Crocifissione per Matteo, la Resurrezione per Marco e il ritorno in veste di giudice per Giovanni. I riquadri sono delimitati da elaborate cornici in cui è evidente l'influsso dell'arte veronese tardo-trecentesca; sono ritmate da fregi vegetali, medaglioni con la stella a sei punte, gruppi di sei cerchi disposti in circolo e, agli angoli, elementi quadrilobati con i busti di vari santi.
Le pareti della navata sono occupate da storie della vita di Maria e dell'infanzia di Gesù. Il ciclo parte dalla controfacciata che è dominata da un'Annunciazione: l'angelo Gabriele, che regge un cartiglio su cui sono riportati i versi della scrittura, emerge da un paesaggio rupestre avvicinandosi a Maria, seduta nella sua camera con soffitto a cassettoni: dalle nubi in alto sbuca nel frattempo Dio Padre, che invia verso la Vergine la colomba dello Spirito Santo seguita da Gesù Bambino, che già reca con sé la croce. Il racconto prosegue sulla parete sinistra della navata, con la visita di Maria ad Elisabetta, la rara iconografia del dubbio di Giuseppe, la Natività con l'annuncio ai pastori e la circoncisione di Gesù, e quindi a ritroso sulla parete destra, con il passaggio dei Magi da Erode, l'adorazione dei Magi, la presentazione al Tempio e la fuga in Egitto. Peculiare è la scena dell'adorazione dei Magi, i quali portano in dono non i consueti oro, incenso e mirra, bensì un forziere ricolmo di monete (in cui il Bambino fruga con la mano), un uovo di struzzo ingioiellato e un artiglio di grifone.
In controfacciata, subalterni all'annunciazione, si trovano alcuni riquadri con figure di santi: tra la finestra e la porta è incassata la figura di sant'Elena che regge la croce; a sinistra dell'ingresso si trova san Sebastiano; sopra la finestra i mezzibusti dei santi vescovi Ulrico e Volfango, titolari della parrocchiale di Nova Ponente. Sopra alla porta per il campanile si trovano invece l'agnello di Dio e Gesù Cristo che esce dal sepolcro.
Sulla faccia dell'arco santo rivolta verso la navata è rappresentata l'offerta di Caino e Abele: in alto al centro Dio Padre rifiuta i doni del primo, che ha con sé un diavoletto a rappresentare il proposito omicida, e benedice quelli del secondo, che è curiosamente rappresentato come un uomo in età avanzata; agli estremi dell'archivolto due torri stilizzate richiamano lo stemma della famiglia Niederthor, committente degli affreschi. L'intradosso dell'arco santo è decorato da sei riquadri che riportano la storia della creazione così come descritta nella Genesi, quattro dedicati alla creazione del mondo, e gli altri due alla creazione dell'uomo: sono rappresentati la nascita di Eva dal fianco di Adamo e il loro matrimonio, con Dio che li unisce con la dextrarum iunctio (sorprendentemente, gli organi genitali di entrambi sono ben visibili); conclude il ciclo un settimo riquadro con Dio assiso sul trono circondato da angeli.

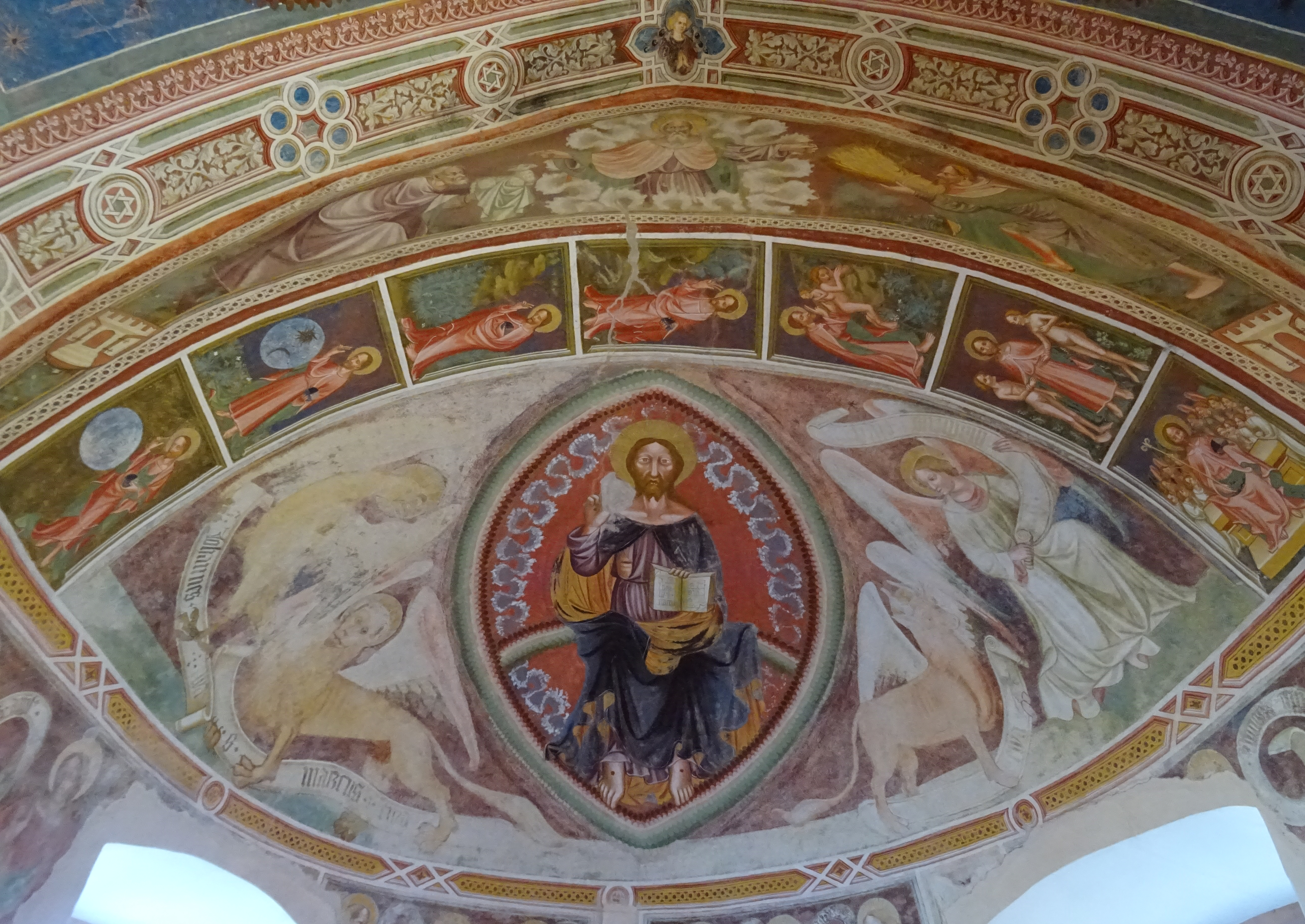
Affreschi del catino absidale e dell'intradosso dell'arco santo

L'abside contiene le immagini più forti dal punto di vista gerarchico: nel catino campeggia una grande immagine di Cristo benedicente racchiuso in una mandorla, circondato dai simboli degli evangelisti: questa immagine di Gesù si discosta dal pantocratore bizantino avvicinandosi all'idea di Dio sofferente predicata dagli ordini mendicanti, in quanto il braccio destro è alzato e un lembo della tunica si solleva rivelando la ferita aperta nel costato.
Sulla parete di fondo dell'abside, sotto al catino, scorrono i dodici apostoli capeggiati da Pietro (sulla sinistra, vestito di viola a simboleggiare il pentimento), con cartigli coi nomi e recanti libri di vario genere (tra cui alcuni "a borsello", tipici dell'arte gotica); questo affresco è in parte perduto a causa della successiva apertura delle finestre.